# Order Indii Brytyjskich
Order Indii Brytyjskich (ang. Order of British India, skr. OBI lub O.B.I.) – brytyjskie odznaczenie ustanowione w 17 kwietnia 1837 przez Brytyjską Kompanię Wschodnioindyjską za panowania króla Wilhelma IV Hanowerskiego. Powstał z przeznaczeniem do wynagradzania tubylczych oficerów indyjskiej armii, za długoletnią, wierną i honorową służbę. Nadawany był w dwóch klasach w formie komandorii noszonej na szyi na wstędze orderowej. Wraz z uzyskaniem niepodległości przez Indie w 1947, order został zniesiony. Obecnie wciąż jest noszony i znajduje się w oficjalnej brytyjskiej kolejności starszeństwa odznaczeń po Krzyżu Królewskiego Czerwonego Krzyża II klasy i przed Medalem Cesarza Indii.